# Sozopol Gap
Sozopol Gap är ett bergspass i Antarktis. Det ligger i Sydshetlandsöarna. Argentina, Chile och Storbritannien gör anspråk på området. Sozopol Gap ligger 29 meter över havet.
Terrängen runt Sozopol Gap är varierad. Havet är nära Sozopol Gap österut. Trakten är glest befolkad. Närmaste befolkade plats är Captain Arturo Prat base, 17,0 kilometer nordost om Sozopol Gap. Passet går mellan topparna Tryavna Peak och Paisiy Peak.